# Schleswig-Holsteinische Landesversammlung
Die Schleswig-Holsteinische Landesversammlung war die Legislative im kurzlebigen Staat Schleswig-Holstein zwischen 1848 und 1851.

## Geschichte

### Vorgeschichte
Das Herzogtum Holstein und das Herzogtum Schleswig gehörten Mitte des 19. Jahrhunderts zum Dänischen Gesamtstaat. Während das deutschsprachige Holstein gleichzeitig Teil des Deutschen Bundes war (der dänische König war als Herzog von Holstein einer der deutschen Bundesfürsten), war das gemischt deutsch-dänisch-friesisch-sprachige Schleswig ein dänisches Reichslehen (der dänische König regierte in Schleswig sowohl als Herzog und damit als Lehnsempfänger sowie als König und damit als Lehnsherr).
In beiden Herzogtümern bestanden Ständeversammlungen, die jedoch aufgrund eines hohen Zensuswahlrechts nur einen Bruchteil der Bevölkerung repräsentierten: Für Schleswig war dies die Schleswigsche Ständeversammlung, für Holstein die Holsteinische Ständeversammlung. Mit der Gesamtstaatsverfassung von 1855 entsandten die beiden Ständeversammlungen auch Delegierte in den dänischen Reichsrat.

### Vereinigte Ständeversammlung

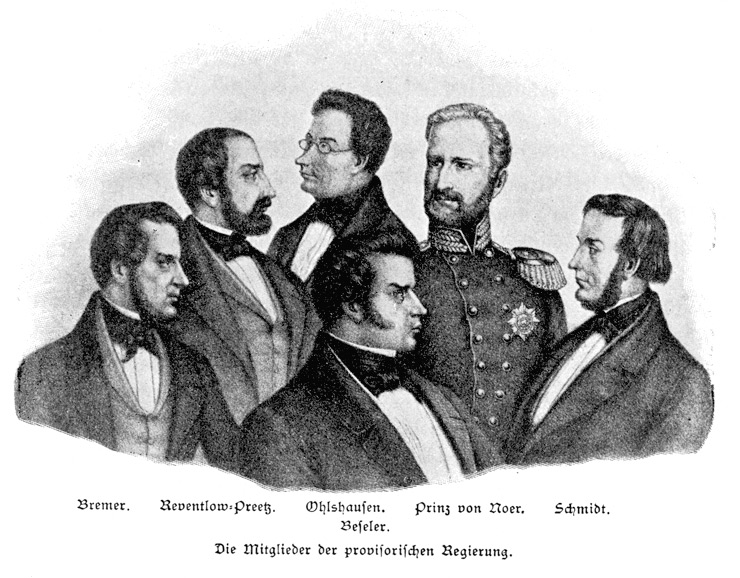
Provisorische Regierung Schleswig-Holstein 1848

Die Märzrevolution 1848 erfasste auch Schleswig und Holstein und führte dort zur Schleswig-Holsteinischen Erhebung, in der die deutschen Nationalliberalen in den Herzogtümern liberale Reformen sowie die Aufnahme eines vereinigten Schleswig-Holsteins in den Deutschen Bund forderten. Der dänische König sollte noch als gemeinsamer Herzog Staatsoberhaupt bleiben, Regierung und Verfassung jedoch in einem liberalen Sinne erneuert werden. Die dänischen Nationalliberalen entsprachen in ihren Forderungen nach liberalen Reformen den deutschen Nationalliberalen, standen jedoch in der nationalen Frage um das Herzogtum Schleswig den deutschen Forderungen entgegen. 
Die deutsch-gesinnten Abgeordneten der beiden Ständeversammlungen traten am 18. März 1848 in Rendsburg schließlich als Vereinigte Ständeversammlung zusammen. Gleichzeitig wurde eine (illegale) Volksversammlung abgehalten. Der Zusammentritt der Vereinigte Ständeversammlung war ebenfalls illegal. Zum einen verfügten sie nicht über das Recht, sich selbst zu versammeln und zum anderen hatten sie nur eine beratende Funktion. Die dänischsprachigen Mitglieder der schleswigschen Kammer nahmen an der Veranstaltung nicht teil.
Die Rendsburger Versammlung beschloss, eine fünfköpfige Delegation nach Kopenhagen zu entsenden, um dem dänischen König die Forderungen der Versammlung vorzulegen. Nachdem dieser die Forderungen am 22. März zurückgewiesen hatte, bildete sich am 24. März wurde in Kiel eine provisorische Regierung (sozusagen die Märzregierung).

### Provisorische Schleswig-Holsteinische Landesversammlung
Am 3. April 1848 traten die vereinigten Stände zu einer ersten gemeinsamen Sitzung in Rendsburg zusammen und bildeten eine provisorische Schleswig-Holsteinische Landesversammlung. Da die vereinigten Stände nicht aus allgemeinen demokratischen Wahlen hervorgegangen waren, wurden in den Ständen Verhandlungen über ein neues Wahlrecht geführt. Am 13. Juli 1848 verabschiedeten die Stände das neue Wahlrecht.

### Konstituierende Schleswig-Holsteinische Landesversammlung

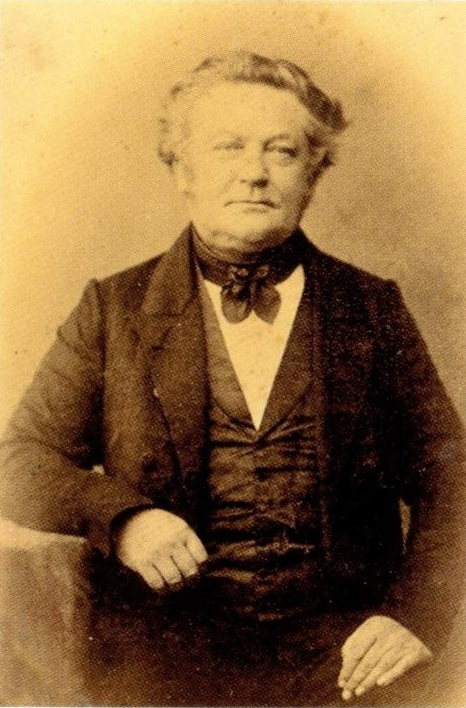
Landtagspräsident Advocat Bargum

Das Parlament bestand aus einer Kammer mit 120 Abgeordneten, die in 60 Wahlkreisen gewählt wurden. 28 Wahlkreise entfielen auf Schleswig, 32 auf Holstein. Jeder Wahlkreis wählte grundsätzlich zwei Abgeordnete. Ausnahmen waren der Wahlkreis Altona mit 4 und die Wahlkreise Fehmarn und Arroe mit je einem Abgeordneten. Im Schnitt hatte jeder Wahlkreis etwa 3000 Wahlberechtigte. Die Wahl fand als direkte Wahl statt. Wahlberechtigt waren alle Männer ab 21 Jahren. Lediglich Männer, die die bürgerlichen Rechte verloren hatten oder von der Armenunterstützung lebten, hatten kein Wahlrecht. Das passive Wahlrecht hatten Männer ab 25 Jahren.
Die Wahlen zur konstituierenden Schleswig-Holsteinischen Landesversammlung fanden am 27. und 28. Juli statt. Die Wahlbeteiligung war mit etwa 15 % gering. In den ländlichen Wahlkreisen war sie deutlich geringer, als in den städtischen. Hierzu trug bei, dass es je Wahlkreis nur ein Wahllokal gab und die Anreise auf dem Land daher aufwändig war. Die Wahl fiel in die Erntezeit, was den Bauern (die auf dem Land die weitaus meisten Wähler waren) zusätzlich eine Erschwernis war.
Die Wahl wurde von den dänischen Einwohnern boykottiert. Daher fielen die Wahlen in den überwiegend dänisch bewohnten Wahlkreisen Christiansfeld, Eken, Sonderburg und Insel Aerö ganz aus. In den anderen Wahldistrikten mit dänischer Mehrheitsbevölkerung war die Wahl eine Farce: Teilweise fanden sich keine Kandidaten, die deutsche Minderheit wagte aus Angst vor Repressalien keine Wahlteilnahme. Dadurch wurden statt der 120 Abgeordneten nur 110 gewählt.
Es setzten sich überwiegend gemäßigt liberale Kandidaten durch. Die radikaldemokratische Linke bildete die Opposition.
Die Liste des Kieler Correspondenz-Blatt vom 5. August nennt 96 gewählte Abgeordnete. 34 davon gehörten bisher der Ständeversammlung an, 28 waren aktive oder ehemalige Beamte. Daneben bestand die Versammlung aus 19 Advokaten, 11 Predigern, 5 Professoren, 5 Lehrern, 5 Kaufleuten, 5 Gutsbesitzern, 4 Ärzten, 2 Handwerkern, 1 Literaten (Karl Lorentzen), 2 Kandidaten der Theologie, 1 Schiffer, 17 Landbesitzer (6 Großgrundbesitzer, 9 Kleine Grundbesitzer, 6 Pächter).
Für die gewählten Abgeordneten siehe die Liste der Abgeordneten der konstituierenden Schleswig-Holsteinischen Landesversammlung.
Nach den Wahlen traten die Abgeordneten der neuen Landesversammlung am 15. August 1848 zur konstituierenden Sitzung zusammen. Als Landtagspräsident wurde der Anwalt Ludolf Conrad Hannibal Bargum gewählt. Stellvertreter wurde der liberale Justus Olshausen, zweiter Vizepräsident der konservative Graf Reventlow-Jersbek.
Wichtigste Aufgabe des Parlaments war die Erarbeitung des Staatsgrundgesetzes für die Herzogthümer Schleswig-Holstein.

### Die Schleswig-Holsteinische Landesversammlung
Im Juni/Juli 1850 wurde die erste (und letzte) Landesversammlung nach Verabschiedung der Verfassung gewählt. Die Wahl und Arbeit des Landtags war in den Artikel 77 bis 99 des Staatsgrundgesetz geregelt. Die Einzelheiten der Wahl regelte das Wahlgesetz vom 20. Oktober 1848.
Das Parlament bestand nun aus einer Kammer mit 100 Abgeordneten. 50 Abgeordnete wurden in 50 Wahlkreisen direkt und unmittelbar gewählt. Es handelte sich grundsätzlich um Einpersonenwahlkreise. Lediglich die Wahlkreise 23 und 24 (die Stadt Altona) wählten gemeinsam zwei Abgeordnete.
Für die gewählten Abgeordneten siehe die Liste der Abgeordneten der Schleswig-Holsteinischen Landesversammlung (1850-1851).
Die Konstituierende Sitzung fand am 9. September 1850 statt. Präsident blieb Ludolf Conrad Hannibal Bargum.
Am 11. Januar 1851 löste sich die Landesversammlung selbst auf, nachdem die Schleswig-Holsteinische Erhebung endgültig gescheitert war. Zuvor stimmte sie der Olmützer Punktation zu. Die Schleswigsche und die Holsteinische Ständeversammlung wurden erneut gewählt und bildeten die Volksvertretung bis Schleswig-Holstein 1866 preußische Provinz wurde und der Provinziallandtag für Schleswig-Holstein gebildet wurde.

## Sitz
Sitz der Landesversammlung war zunächst Schleswig und später Kiel, wo die Versammlung im Kieler Schloss tagte.